# Dorothea Jansen
Dorothea Jansen (* 21. August 1956 in Köln; † 12. Mai 2017) war eine deutsche Soziologin.

## Leben
Dorothea Jansen erlangte 1975 das Abitur in Bergisch Gladbach. Anschließend studierte sie Sozialwissenschaften an der Ruhr-Universität Bochum, wo sie 1981 mit dem Diplom abschloss. Danach war sie als wissenschaftliche Angestellte für die Bearbeitung eines Begleitprojekts zum Feldversuch Bildschirmtext (Leitung Heiner Treinen und Helmut Kromrey) verantwortlich, an dem sie vorher auch schon als studentische Hilfskraft mitgearbeitet hatte. Ab 1984 betreute sie am Bochumer Lehrstuhl des Rechtsoziologen Klaus F. Röhl die vom Bundesministerium der Justiz in Auftrag gegebene Begleitforschung zur erneuerten Schiedsmannsordnung von Nordrhein-Westfalen. Aus diesen Projekt ergab sich das Thema ihrer Dissertation über ein entscheidungstheoretisches Modell zur Analyse von Vermittlungsverfahren, mit der sie 1987 in der sozialwissenschaftlichen Fakultät in Bochum promovierte.
1988/1989 war Jansen als wissenschaftliche Mitarbeiterin am Max-Planck-Institut für Gesellschaftsforschung in Köln tätig und von 1990 bis 1995 als wissenschaftliche Assistentin am Lehrstuhl von Heiner Treinen an der Ruhr-Universität Bochum. Dort habilitierte sie sich 1996 mit einer vergleichenden Studie der Hochtemperatur-Supraleitungsforschung in  Deutschland und Großbritannien. Danach übernahm sie eine Lehrstuhlvertretung an der Heinrich-Heine-Universität Düsseldorf und Lehraufträge in Bochum und Hamburg. Auch erhielt sie ein Heisenberg-Stipendium und war 1998/1999 als Gastwissenschaftlerin am IAT Gelsenkirchen tätig. Von 1999 bis 2015 war sie Inhaberin des Lehrstuhls für Soziologie der Organisation an der Deutschen Universität für Verwaltungswissenschaften Speyer. Daneben war sie stellvertretende Direktorin des Deutschen Forschungsinstituts für öffentliche Verwaltung Speyer, Vorsitzende des Senatsausschusses für Studium und Lehre und langjährige Direktorin der Universitätsbibliothek.
Nachdem Jansen sich zunächst mit Themen der Rechtssoziologie wie alternativer Konfliktmediation beschäftigt hatte, entwickelten sich unter anderem sozialwissenschaftliche Netzwerkanalyse und Organisationswandel im Wissenschaftssystem zu Schwerpunkten ihrer Forschung. Sie war Sprecherin der DFG-Forschergruppe „Governance der Forschung“ und an mehreren DFG-Forschungsprojekten wie „Internationale Wettbewerbsfähigkeit und Innovationsfähigkeit von Universitäten und Forschungsorganisationen – Neue Governanceformen“ (2003–2007) beteiligt.
Jansen ging aufgrund von Krankheit 2015 in den Ruhestand. Im Frühjahr 2017 erlitt sie einen Unfall, an dessen Folgen sie im Mai des gleichen Jahres verstarb.

## Schriften (Auswahl)
- Ein entscheidungstheoretisches Modell zur Analyse von Vermittlungsverfahren. Eine empirische Untersuchung am Beispiel des Güteverfahrens vor dem Schiedsmann. Bochum 1987, ISBN 3-88339-592-7.
- Hochtemperatursupraleitung. Herausforderungen für Forschung, Wirtschaft und Politik. Ein Vergleich Bundesrepublik Deutschland – Großbritannien. Baden-Baden 1998, ISBN 3-7890-5667-7.
- mit Mike Weber: Zur Organisation des Gründungserfolgs. Eine organisationstheoretische Untersuchung des Erfolgs neu gegründeter Betriebe im Ruhrgebiet. Wiesbaden 2003, ISBN 3-531-13898-7.
- Einführung in die Netzwerkanalyse. Grundlagen, Methoden, Forschungsbeispiele. Wiesbaden 2006, ISBN 3-531-15054-5.